# Falköping (gemeente)
Falköping is een Zweedse gemeente in Västergötland. De gemeente behoort tot de provincie Västra Götalands län. Ze heeft een totale oppervlakte van 1071,4 km² en telde 31.148 inwoners in 2004.

## Plaatsen
- Falköping (stad)
- Stenstorp
- Floby
- Kinnarp
- Åsarp
- Vartofta
- Torbjörntorp
- Gudhem
- Odensberg
- Kättilstorp
- Broddetorp
- Vilske-Kleva
- Borgunda
- Knölen en Frödingstorp
- Valtorp
- Åsle
- Luttra